# Anna Wazówna
Anna Wazówna, Anna Waza, szw. Anna Vasa (ur. 17 maja 1568 w Eskilstunie, zm. 6 lutego 1625 w Brodnicy) – szwedzka królewna, starosta brodnicki i golubski, siostra króla Zygmunta III Wazy. 
Urodziła się i wychowała w Szwecji. Do Polski przybyła, jeszcze nie na stałe, w wieku dziewiętnastu lat, razem z obejmującym tron w Krakowie bratem Zygmuntem; została wówczas jego doradcą. Na początku XVII wieku objęła starostwa w Brodnicy i w Golubiu. Znała kilka języków; porozumiewała się biegle po polsku i szwedzku. Utrzymywała korespondencję z uczonymi. Interesowała się m.in. teologią, botaniką, zielarstwem, ogrodnictwem, historią, śpiewem oraz tańcem. Wspierała finansowo artystów i naukowców oraz – co nie było wówczas powszechne – dbała o edukację dziewcząt i kobiet.

## Życiorys

### Dzieciństwo i młodość
Anna urodziła się 17 maja 1568 w szwedzkiej Eskilstunie. Była najmłodszym dzieckiem króla Szwecji Jana III Wazy (luteranina) i Katarzyny Jagiellonki (katoliczki), córki króla Polski Zygmunta Starego. Przyszła na świat prawie siedem miesięcy po zwolnieniu rodziców z więzienia w zamku Gripsholm. Miała brata Zygmunta, przyszłego króla Polski. Jej siostra Izabella zmarła w 1566 w wieku półtora roku.
Od dzieciństwa Anna Wazówna cierpiała z powodu choroby genetycznej impressio basillaris. Miała wgniecioną podstawę czaszki, co powodowało silne bóle głowy, spastyczność, zwiększenie napięcia mięśniowego oraz zniekształcenie twarzy. Miała też niewielki rozszczep kręgosłupa oraz skoliozę, co utrudniało poruszanie się. Mierzyła 167–170 cm wzrostu, miała jasne włosy i duże niebieskie oczy, asymetryczną twarz z wąskim nosem oraz wysuniętą do przodu, nieco rozbudowaną żuchwą. Miała długie, smukłe, proporcjonalnie zbudowane ręce i nogi oraz delikatne dłonie. Na skoliozę idiopatyczną chorowała również Katarzyna Jagiellonka.
Anna Wazówna dorastała w Szwecji. Matka wychowywała ją w wierze katolickiej, ale około 1580 królewna dokonała konwersji na luteranizm. Stało się to powodem konfliktu z matką. Po śmierci matki macochą Anny Wazówny została protestantka Gunilla Bielke.
Królewna nie odebrała starannego wykształcenia. Mimo tego chętnie się uczyła. Od młodości interesowała się teologią i sprawami religijnymi, botaniką, zielarstwem, ogrodnictwem i historią.

### Między Polską a Szwecją
Od śmierci matki w 1583 była dla brata Zygmunta najbliższą osobą. Kiedy w 1587 obrany został królem Polski, przyjechała wraz z nim do Rzeczypospolitej. Miała wówczas 19 lat. Stała się jednym z najbliższych i najbardziej zaufanych doradców króla. Wprowadziła tajne narady gabinetowe króla z jego doradcami ze Szwecji, co w połączeniu z jej luteranizmem spotkało się z niechęcią ze strony dworu Zygmunta III Wazy, zdominowanego przez katolików, szczególnie kanclerza Jana Zamoyskiego. Źle odbierano organizowanie przez nią ewangelickich nabożeństw na dworach w Krakowie i Warszawie w latach 1587–1589. Duchowieństwo katolickie oburzało to, że obchodziła święta według kalendarza juliańskiego. W sprawach religijnych Zygmunt III początkowo jedynie ubolewał nad wyborami siostry, a następnie podjął bezskuteczne próby nawrócenia jej na katolicyzm (do 1612). Próby powtórzono tuż przed jej śmiercią  .
Jesienią 1589 królewna brała udział w spotkaniu ojca i brata w Rewlu – był to jeden z jej dwóch wyjazdów do ojczyzny (nie licząc dzieciństwa i lat młodzieńczych w Szwecji). Do Rzeczypospolitej wróciła prawie po roku. Na spotkaniu stanęła po stronie ojca, który namawiał Zygmunta do powrotu do Szwecji z obawy przed możliwą utratą dziedzicznej korony (co nastąpiło na mocy decyzji Riksdagu w 1599). W 1592 wraz z posłami Riksdagu była przedstawicielką ojca, króla Szwecji, na ślubie brata Zygmunta z Anną Habsburżanką.
Podczas dwóch pierwszych pobytów w Rzeczypospolitej (1587–1589, 1590–1595) Wazówna mieszkała głównie w Gdańsku, potem w Malborku, Radomiu i Nowym Mieście Korczynie. Przebywała też na królewskim dworze.
W Szwecji spędziła lata 1595–1598 i był to jej drugi pobyt w ojczyźnie. Pełniła funkcję swego rodzaju namiestniczki brata, gdy ten, po koronacji w Szwecji 18 lutego 1594, wrócił do Rzeczypospolitej. Mieszkała wówczas na zamku Stegeborg, który dostała w lenno. Miała własny dwór liczący około 100 osób spośród wybitnych szwedzkich rodów takich jak Sparre i Posse. Założyła duży ogród ziołowy i otworzyła aptekę. Możliwe, że właśnie dlatego na sarkofagu w Brodnicy została określona mianem „apteki dla chorych”.
Zygmunt III liczył się z jej zdaniem. W Szwecji Anna Wazówna broniła interesów brata. Hamowała, ale nie zapobiegła przejmowaniu realnej władzy przez księcia Karola, późniejszego Karola IX Wazę. Towarzyszyła bratu podczas nieudanej kampanii wojennej w Szwecji w 1598. Podczas bitwy pod Linköping zorganizowała szpital dla żołnierzy. Według planu z końca 1598 miała zamieszkać w Estonii, prowincji Królestwa Szwecji wiernej bratu, co może oznaczać, że Zygmunt III Waza przewidywał dla niej ważną rolę w procesie odzyskania dziedzicznego królestwa. Zachowały się listy jej autorstwa wystawiane w imieniu króla m.in. w sprawach dyplomatycznych mniejszej wagi. Wspierała przetrzymywanego w trudnych warunkach Carla Carlssona Gyllenhielma, nieślubnego syna Karola IX Wazy, gdy przebywał w niewoli w Polsce w latach 1601–1613.

### Starosta brodnicki i golubski
Od 1598 zamieszkała w Polsce na stałe. Pierwsze kilkanaście lat spędziła, podróżując, głównie z powodów finansowych, z dworem Zygmunta III. W 1599 mieszkała najczęściej w Warszawie. W 1600 odwiedziła Ujazdów i Nowe Miasto. W latach 1601–1602 przebywała z dworem w Wilnie, a potem, do około 1609, mieszkała głównie w Krakowie i Łobzowie. Przez pewien czas przebywała w Warszawie. W Wilnie została do 1611, biorąc udział w początkach wyprawy smoleńskiej. Potem zamieszkała w Warszawie, ale spędzała czas także w Brodnicy, zanim brat nadał jej miejscowe starostwo. W Brodnicy przebywała w chłodniejszych porach roku, w Golubiu latem. W 1614 mieszkała w Krakowie, w latach 1616–1622 w Warszawie i Wilnie. Potem na stałe osiadła w Brodnicy.
Powszechnie mówiono, że Anna Wazówna miała duży wpływ na króla, m.in. w zakresie nominacji na stanowiska, dlatego senatorowie zabiegali o utrzymanie dobrych relacji z królewną. Korespondowała z dygnitarzami, urzędnikami, biskupami, przedstawicielami rodzin magnackich. Szczególnie dużo uwagi poświęcała kontaktom z biskupami diecezji chełmińskiej, warmińskiej i kujawskiej. Miała bardzo dobre relacje z Anną Jagiellonką. Przyjaźniła się z Urszulą Meierin. Podczas wielu uroczystości rodzinnych i państwowych Anna Wazówna zajmowała wyeksponowane miejsce. W Rzeczypospolitej miała jednak wielu przeciwników. Jej autorytet był podważany m.in. ze względu na protestantyzm. Represje dotykały jej zwolenników. Trybunał w Lublinie po śmierci Anny Wazówny uznał, że Samuel Światopełk Bolestraszycki dopuścił się nadużycia, dedykując jej kalwiński utwór, a jej nadworny kaznodzieja Andrzej Babski, który podał jej na łożu śmierci komunię, został pobity i uwięziony za karę, że nie odwiódł jej od protestantyzmu.

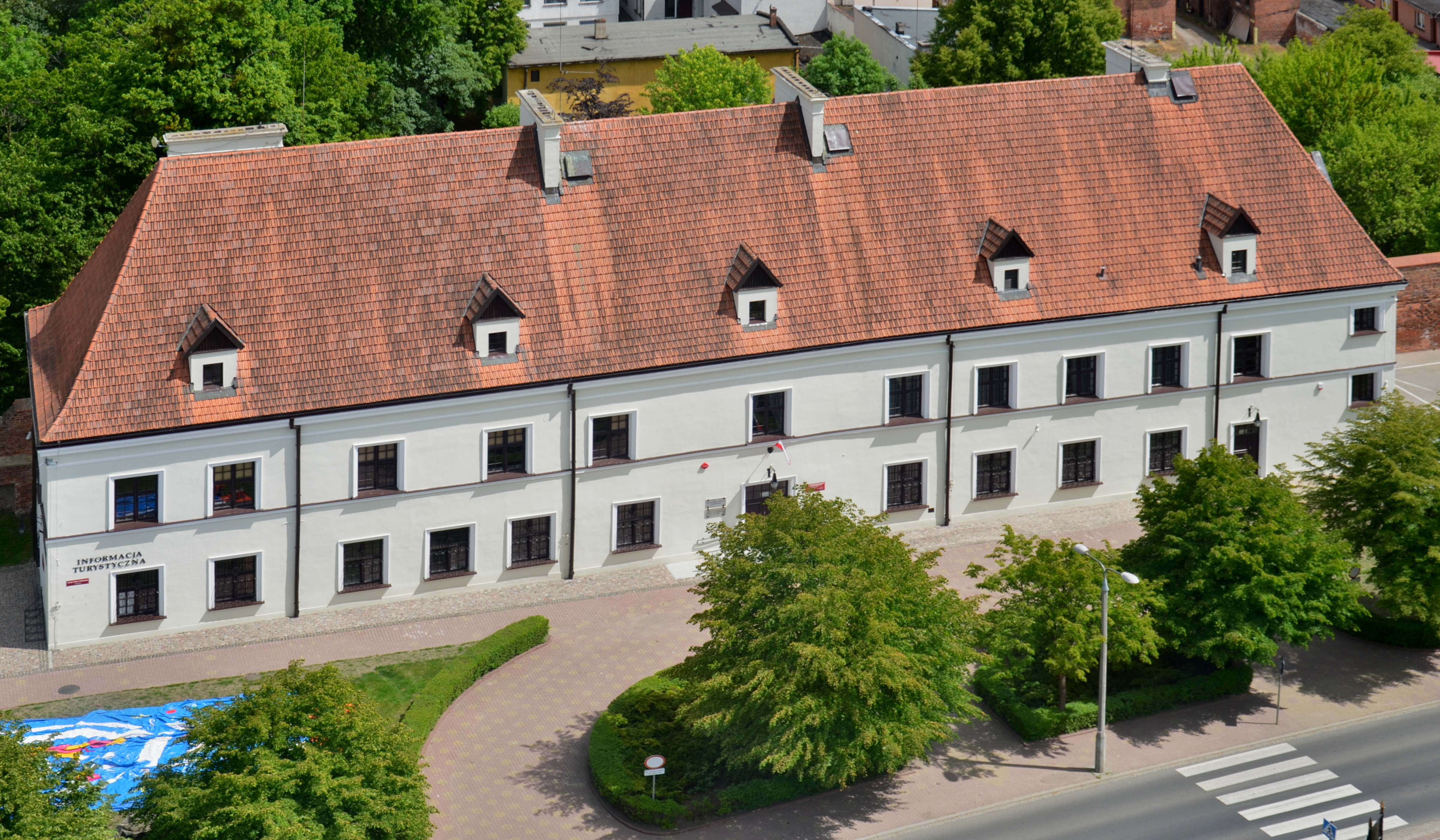
Pałac Anny Wazówny w Brodnicy

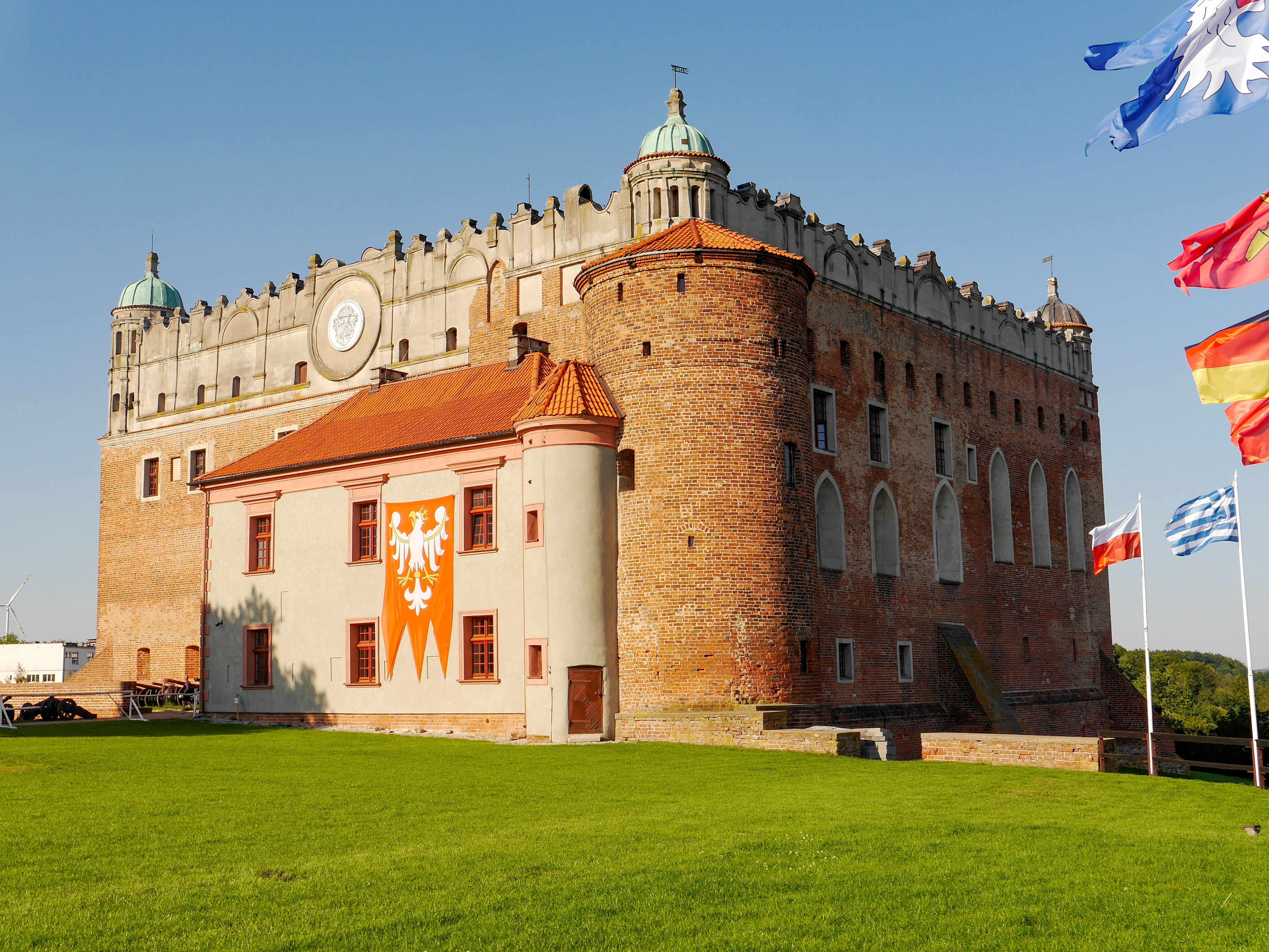
Zamek w Golubiu

Chcąc uciszyć głosy o uleganiu siostrze, a jednocześnie zapewnić jej godne utrzymanie, co było konieczne z powodu fiaska planów odzyskania tronu szwedzkiego i nieudanych prób wydania Anny za mąż, Zygmunt III nadał Wazównie w 1604 starostwo w Brodnicy, a w 1611 w Golubiu. Tadeusz Szulc podał, że w 1611 Anna Wazówna objęła też starostwa tucholskie i wiślickie, ale informacja nie jest potwierdzona źródłowo. Samodzielne zarządzanie dwoma starostwami przez Annę Wazównę było w Rzeczypospolitej ewenementem uważanym za skandal obyczajowy. Nigdy nie zostało potwierdzone konstytucją sejmową.
W celu objęcia oraz utrzymania Brodnicy i Golubia, a potem ich modernizacji, do czego potrzebne było spłacenie zastawów i regulacja wierzytelności, Wazówna przekazała część swoich klejnotów Stanisławowi Niemojewskiemu, który miał je sprzedać za około 69 tys. zł carowi Dymitrowi. Do transakcji nie doszło, bo w dniu wyznaczonej audiencji u cara Dymitr i część jego gości weselnych zginęła, a Niemojewski dostał się do niewoli. W 1609 wrócił do Polski, odzyskawszy od Wasyla Szujskiego klejnoty królewny. W części był to spadek po Katarzynie Jagiellonce, a ich wartość wyliczano na 200 tys. talarów.
Polska szlachta widziała w Annie Wazównie potomkinię dynastii Jagiellonów, co pomogło jej w utrzymaniu starostw i budowie własnej niezależnej od finansów króla klienteli w Prusach Królewskich i na Warmii. W swoich listach podkreślała rolę krewnej i ciotki młodych Wazów. Jej zadaniem była opieka nad królewskimi dziećmi, co niepokoiło katolików. Podczas wdowieństwa brata wychowywała jego syna Władysława, którego wnosiła do kościoła na chrzest, podobnie jak królewnę Annę Marię. Troszczyła się szczególnie o tych dwoje. Była trzecią matką chrzestną Jana Alberta. 
Anna Wazówna przebudowała dawny gotycki golubski zamek na swoją rezydencję. W 1622 w Warszawie, w pobliżu letniej rezydencji królewny, wzniesiono dwór, na którego powstanie zgodził się Zygmunt III Waza dla większej wygody i zdrowia siostry. Dwór stał w miejscu późniejszego Pałacu Kazimierzowskiego.
W XVII wieku liczebność dworu Wazówny się zmniejszyła. Szwedów zastępowali Polacy. Członkami dworu byli m.in. marszałek nadworny królewny Adam Parzniewski, a potem jego syn Krzysztof. Damami dworu często były Szwedki z arystokratycznych rodów. Anna Wazówna wyróżniała się tym, że przykładała dużą rolę do edukacji dziewcząt i kobiet, którymi się opiekowała, co nie było wówczas powszechne. Dbała też o godny pochówek podopiecznych.
Podczas pobytu w Polsce sprawowała mecenat nad wieloma artystami m.in. Janem Rybińskim, Janem Turnowskim i Martinem Opitzem, który był autorem mowy pogrzebowej dla królewny (1636). Wiele utworów poświęcili jej ewangeliccy pisarze Samuel Dambrowski, Waleriusz Herberger, Samuel Światopełk Bolestraszycki. Patronowała pisarzom katolickim, którzy ofiarowali jej swe utwory: Andrzejowi Zbylitowskiemu, Stanisławowi Grochowskiemu, Janowi Achacemu Kmicie, Jerzemu Cerazynowi (kapelanowi królowej Konstancji, szwagierki królewny), Wawrzyńcowi Chlebowskiemu. Wszyscy, niezależnie od wyznania i języka, w którym tworzyli (polski, niemiecki, łacina), doceniali jej wysoki poziom intelektualny, niezależność i zainteresowania naukowe, jak również dobroczynność. Królewna prowadziła korespondencję z uczonymi. Na podstawie zachowanych listów można wnioskować, że bardzo dobrze posługiwała się językami szwedzkim i polskim. Gorzej niż po polsku komunikowała się w języku niemieckim, włoskim i francuskim. Łaciną władała słabo, nie była w stanie samodzielnie pisać i czytać w tym języku.
Obecność Anny w Rzeczypospolitej chwilowo wzmocniła pozycję szlachty różnowierczej. Królewnę traktowano jako pośredniczkę w sprawach religijnych. Wazówna wspierała finansowo gminy protestanckie w Rzeczypospolitej. Opiekowała się emigrantami politycznymi ze Szwecji, finansując ich edukację. Zarazę próbowała wykorzystać jako okazję do legalizacji nabożeństw luterańskich na zamku w Brodnicy, postrzegając, zgodnie z barokowym myśleniem, epidemię jako karę za grzechy. 
Prawdopodobnie z powodu licznych dolegliwości zaczęła zgłębiać wiedzę medyczną. Wiedziała o leczniczych właściwości roślin, organów zwierząt i minerałów. Sprowadzała oraz uprawiała rzadkie i nieznane w Polsce rośliny oraz samodzielnie przygotowywała leki. Niektóre specyfiki wyrabiali pod jej nadzorem służący. Chętnie, szczególnie na dworze królewskim, dzieliła się wiedzą medyczną – udzielała rad, gdy Zygmunt III cierpiał z powodu bólów ucha i kończyn, niektóre kuracje odradzała. Lekarzy obdarzała ograniczonym zaufaniem. Stosowała niekonwencjonalne wówczas metody leczenia, m.in. uprawiała w celach leczniczych tytoń.
Na stokach zamku w Golubiu założyła ogród botaniczny. Podobny ogród założyła w pobliżu zamku w Brodnicy. Zbierała tam i opisywała zioła. Zachował się rękopiśmienny plan Brodnicy powstały dla Szwedów na potrzeby wojskowe (1628), gdzie na terenie zamku widać dwa ogrody. Możliwe, że to założenie ogrodowe w dwóch częściach: kwiatowej i zielarskiej (kuchennej), które wprowadziła Anna Wazówna, korzystając ze wskazówek Williama Lawsona (1617). Wazówna miała ogród przy rezydencji w Warszawie, gdzie sadziła m.in. winorośl.
Profesor Akademii Krakowskiej Szymon Syreniusz zadedykował jej pierwszy polski zielnik, który wydany został w 1613, przy finansowym wsparciu królewny. Wsparła również wydanie Katalogu roślin Gabriela Joannicjusza. Była autorką zielnika roślin leczniczych, który w drugiej połowie XVIII wieku znajdował się w bibliotece Radziwiłłów w Nieświeżu. Możliwe, że na bazie książki Syreniusza przygotowywała zielniki, które jako prezenty rozsyłała na dwory magnackie. Stanisław Piotr Koczorowski nazwał ją „królową botaniki polskiej” i określenie to utrwaliło się do współczesności.
Lubiła taniec i balet. Organizowała śluby swoim dwórkom. Zorganizowała wystawne przyjęcia w związku ze ślubem brata z Konstancją Habsburżanką w 1605. Przygotowała balet z okazji narodzin Anny Katarzyny Konstancji Wazy (1619). Lubiła śpiewać, na swoim dworze miała organy i inne instrumenty.
Nigdy nie zawarła związku małżeńskiego. Rozpatrywano jej kandydaturę jako żony Ernesta Habsburga, księcia duńskiego Christiana, Stefana Batorego w 1579, Baltazara Batorego w 1582, Andrzeja Batorego w 1587, księcia pruskiego Albrechta Fryderyka. Bezskutecznie próbowano wydać ją za mąż za arcyksięcia Macieja w 1577, arcyksięcia Maksymiliana w 1577 i 1587 oraz elektora brandenburskiego i księcia pruskiego Jerzego. Przeszkodą była niestabilna sytuacja Wazów w Szwecji i, zdaniem Waltera Leitscha, gorliwy protestantyzm królewny.
W Szwecji, zapewne za przyzwoleniem wrogo do niej nastawionego Karola IX Wazy, w latach 1604–1620 powstał paszkwil Rymowana kroniczka opisujący jej życie intymne, bazujący na plotkach i insynuacjach. Przypisywano jej rozwiązłość seksualną, chytrość, brzydotę, zajmowanie się czarami, pozamałżeńskie romanse. Przetłumaczono go na język polski. Przeciwnicy Anny Wazówny, głównie religijni, nazywali ją upartą heretyczką lub omnibus scandalum.
Do końca życia tytułowała się królewną szwedzką. Ze źródeł, zarówno przez nią pozostawionych, jak i wytworzonych przez innych jej współczesnych, wyłania się obraz kobiety stanowczej i przekonanej do swych racji, upartej i nieskłonnej do ustępstw, praktycznej, przywykłej do wydawania rozkazów, serdecznej, ale i traktującej niektórych z dystansem. Autorzy edycji źródłowej jej korespondencji wydanej w 2022 przez Polskie Towarzystwo Historyczne odeszli od nazywania ją Anną Wazówną, choć tak dotąd pisano o królewnie w publikacjach monograficznych naukowych i popularnonaukowych, w encyklopedii PWN i słowniku ortograficznym PWN. Zwrócili uwagę, że nazwiska żeńskie z zakończeniem -ówna to nazwiska odojcowskie, zaś zapis Anna Waza jest przejawem upodmiotowienia królewny, by uniknąć jej podporządkowania i określania przez przynależność do męskich przedstawicieli rodu.

### Śmierć i pochówek
Anna Wazówna chorowała od co najmniej 1620, choć jeszcze wiosną 1622 zaczęła budowę nowego dworu w Warszawie.
Ostatnie miesiące życia spędziła, przygotowując ślub swojej wychowanicy, Magdaleny Farensbach, córki wojewody wendeńskiego Jerzego, uczestnika wyprawy do Szwecji w 1598 i walczącego w Inflantach u boku Zygmunta III Wazy, z Ludwikiem V Krzysztofem, hrabią Eversteinem. Pogorszenie stanu zdrowia królewny nastąpiło co najmniej w lipcu 1624.

Bransoleta Anny Wazówny z ok. 1590, znaleziona w katedrze w Uppsali w 1777, w zbiorach Livrustkammaren

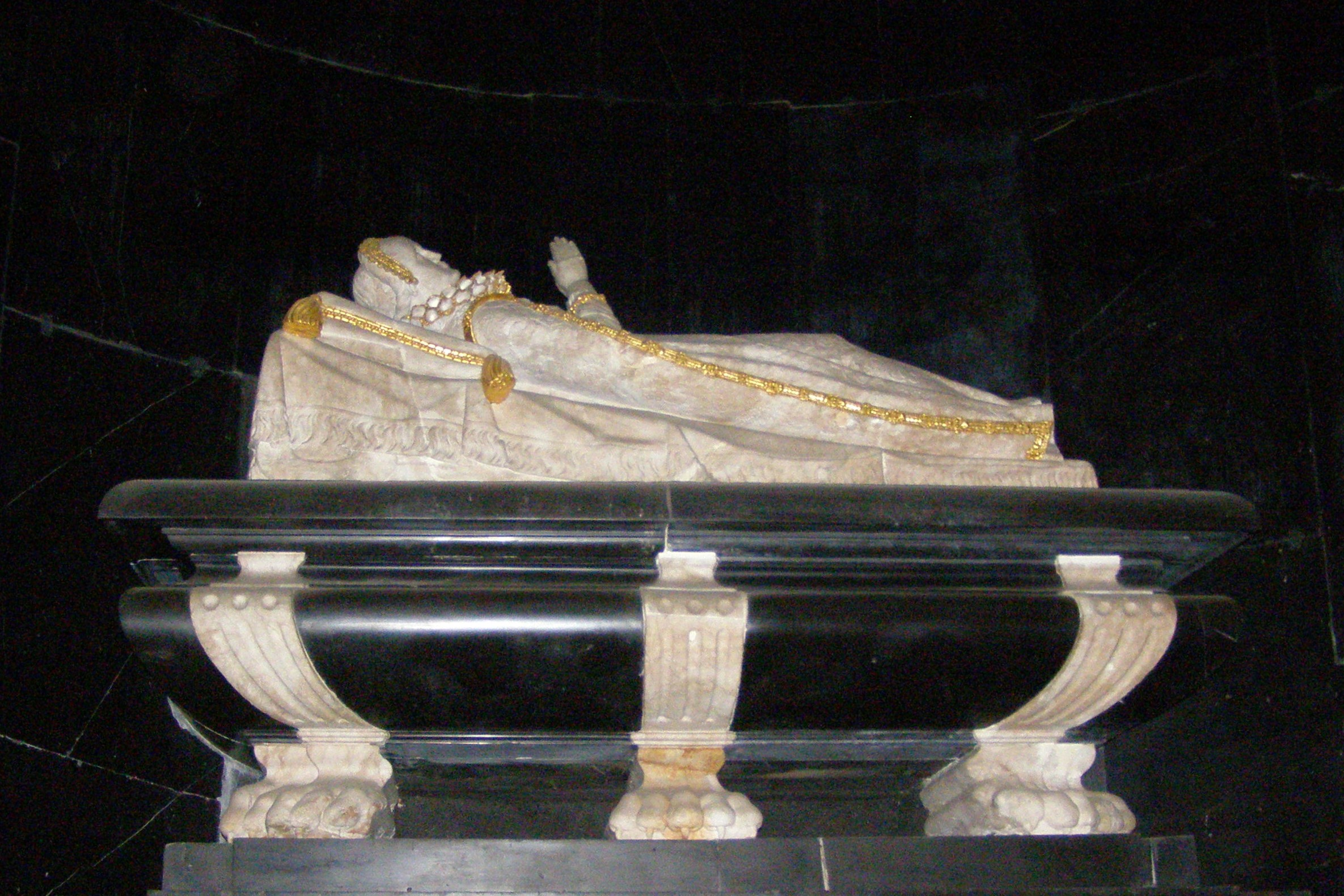
Sarkofag Anny Wazówny w kościele Wniebowzięcia Najświętszej Marii Panny w Toruniu

Anna Wazówna zmarła 6 lutego w 1625 w Brodnicy, najprawdopodobniej na zamku. Jako członkini rodziny królewskiej powinna była spocząć w katedrze wawelskiej, nie było to jednak możliwe z powodu papieskiego zakazu chowania protestantów na poświęconych katolickich cmentarzach. Została pochowana w jednym z pomieszczeń na zamku w Brodnicy, zapewne w piwnicy, w ufundowanym przez króla cynowym sarkofagu, na którym umieszczono inskrypcję. W 1625 w Brodnicy wybuchła zaraza, w kolejnym roku rozpoczęła się wojna polsko-szwedzka. Prusy Królewskie zaatakował Gustaw II Adolf. Po zajęciu zamku w Brodnicy na początku października 1628 szwedzki władca zakazał wchodzenia do mauzoleum królewny i zamknął pomieszczenie. Na mocy rozejmu w Altmarku Szwedzi mieli zwrócić Brodnicę. Profanacji nagrobka królewny w listopadzie lub grudniu 1629 mogli dokonać i żołnierze szwedzcy, i koronni (dragoni, kozacy). Skradziono klejnoty i zdarto szaty z ciała królewny. Zapewne wówczas skradziono jej bransoletę, którą odnaleziono w 1777 w katedrze w Uppsali. Następnie bransoleta trafiła do Zbrojowni Królewskiej w Sztokholmie.
W 1636 za sprawą bratanka, króla Polski Władysława IV Wazy, Anna Wazówna została pochowana w mauzoleum przy kościele Wniebowzięcia Najświętszej Marii Panny w Toruniu, wówczas świątyni protestanckiej. Mauzoleum ma formę półkolistej kaplicy, do której prowadzi barokowy portal, i mieści nagrobek w formie cokołu, na którym wspiera się otwarty sarkofag z umieszczoną na nim, wyrzeźbioną w białym alabastrze, leżącą postacią królewny.
Pogrzeb, który odbył się 16 lipca 1636, miał przebieg charakterystyczny dla pochówków epoki baroku (pompa funebris). Na toruńskich przedmieściach na trumnę niesioną przez mieszczan brodnickich ubranych na biało i z głowami ozdobionymi zielonymi wiankami oczekiwali przedstawiciele rodów Radziwiłłów, Rejów, Potockich, Leszczyńskich, Denhofów, Ostrorogów. Mowę wygłosił rektor toruńskiego gimnazjum i senior protestanckiego duchowieństwa Piotr Zimmerman. Następnie kondukt żałobny wyruszył w kierunku kościoła Najświętszej Maryi Panny. Szli w nim uczniowie z Torunia i Brodnicy, około 500 mieszczan, instrumentaliści, około 100 protestanckich ministrów, za nimi wóz okryty srebrną kapą z wyszytymi herbami Wazów zaprzęgnięty w sześć okrytych białym suknem białych koni. Po obu stronach wozu szły 24 panny ze znamienitych rodzin szlacheckich ubrane w jedwabne białe suknie z wiankami rozmarynu na głowach oraz 30 młodzieńców z pochodniami, następnie książę Anhaltu i książęta piastowscy w Legnicy i Brzegu delegowani przez siostrzenicę i bratanków Wazówny, żony senatorów, dostojnicy, burmistrzowie, rajcy miejscy, kobiety ze znamienitych rodów. Kondukt zamykali mieszanie maszerujący według cechów. Przebywającego wówczas za granicą króla Władysława IV reprezentował wojewoda wileński Krzysztof Radziwiłł. Król nie wziął udziału w pogrzebie z uwagi na różnice wyznaniowe. Pogrzeb Anny Wazówny był ostatnią tak dużą manifestacją polityczną różnowierców w Rzeczypospolitej.
W 1994 naukowcy z toruńskiego Uniwersytetu Mikołaja Kopernika przeprowadzili prace konserwacyjne mauzoleum Anny Wazówny. Przy okazji ekshumowano i zbadano szczątki królewny.
Anna Wazówna stała się symbolem możliwości porozumienia katolików z protestantami. 15 października 1995, w ramach tzw. Braterskiej Rozmowy obu wyznań, w 350. rocznica obrad Colloquium Charitativum, zorganizowano powtórny pogrzeb Anny Wazówny o charakterze ekumenicznym i międzynarodowym. 
Według lokalnych legend na zamku w Brodnicy widywany jest jej duch – Biała Dama.

## Wizerunki
Nie zachowały się żadne potwierdzone portrety Anny Wazówny.
Dane biomedyczne wskazują, że przypisywany Annie Wazównie portret Pani z wachlarzem autorstwa Jacoba Heinricha Elbfasa zapewne przedstawia inną kobietę. Około 1917 Wacław Piotrowski skopiował portret, uzupełniając go napisem Anna Vasa 1568–1625. Obraz znajduje się w Muzeum Narodowym w Warszawie.
|  | Portret kobiety wykorzystany jako ilustracja książki Listy Anny Wazy (1568–1625) (2022, przód okładki), hipotetycznie przypisany m.in. Sofonisbie Anguissoli, mogący przedstawiać Annę Wazównę                                                                     |
|  | Domenico Tintoretto, Portret Pani w Czerni (ang. Portrait of a Lady in Black), około 1590–1599, Isabella Stewart Gardner Museum w Bostonie, wykorzystany jako ilustracja książki Listy Anny Wazy (1568–1625) (2022, tył okładki), mogący przedstawiać Annę Wazównę |
|  | Jacob Heinrich Elbfas (?), Pani z wachlarzem (domniemany portret Anny Wazówny), lata trzydzieste XVII w. (?), Nationalmuseum, zamek Gripsholm |

## Spuścizna
Listy Anny Wazówny opublikowano w:
- Anna Vasas brev till familjen Gyllenstierna 1591–1612 = Listy Anny Wazówny do rodziny Gyllenstiernów z lat 1591–1612, red. Jarosław Dumanowski, Piotr Garbacz, Wojciech Krawczuk, Ola Svensson, Kraków–Stalowa Wola 2002[45]
- Listy i regesty korespondencji Anny Wazy i Ursuli Meyerin, oprac. Joanna Szkolnicka, Andrzej Hoja, portal CBHist.eu[46]
- Karol Łopatecki, Janusz Dąbrowski, Wojciech Krawczuk, Wojciech Walczak, Listy Anny Wazy (1568–1625), Warszawa 2022[47] na podstawie listów ze zbiorów Archiwum Narodowego w Krakowie, Biblioteki Narodowej w Warszawie, Archiwum Państwowego w Toruniu, Archiwum Głównego Akt Dawnych w Warszawie, Archiwum Państwowego w Gdańsku, Wojewódzkiej i Miejskiej Biblioteki Publicznej w Bydgoszczy, Archiwum Archidiecezji Warmińskiej w Olsztynie, Biblioteki Uniwersytetu Warszawskiego oraz archiwów zagranicznych (Svenska Riksarkivet, Krigsarkivet, Biblioteka Polska w Paryżu)[31]

## Upamiętnienie

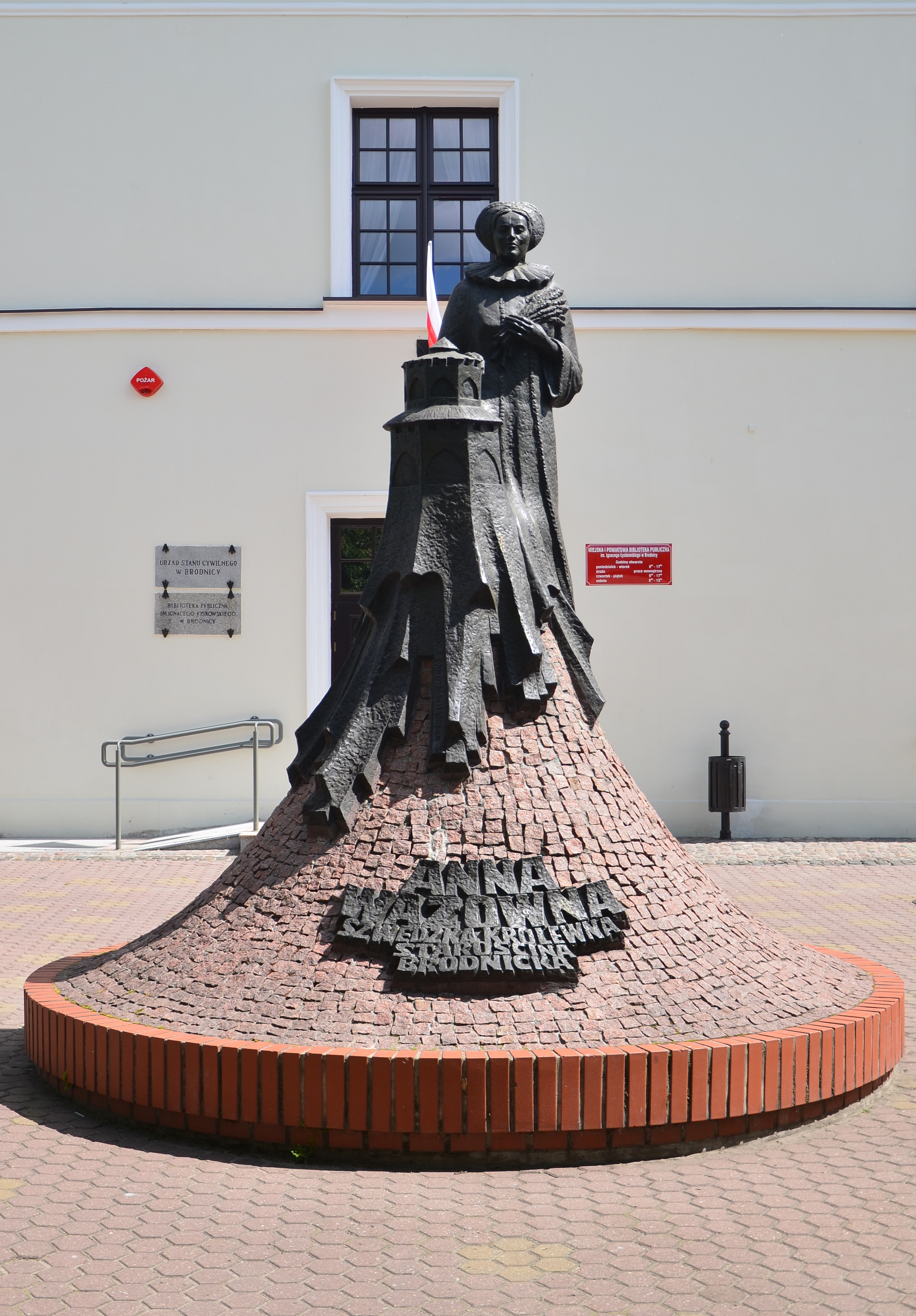
Pomnik Anny Wazówny przed pałacem w Brodnicy

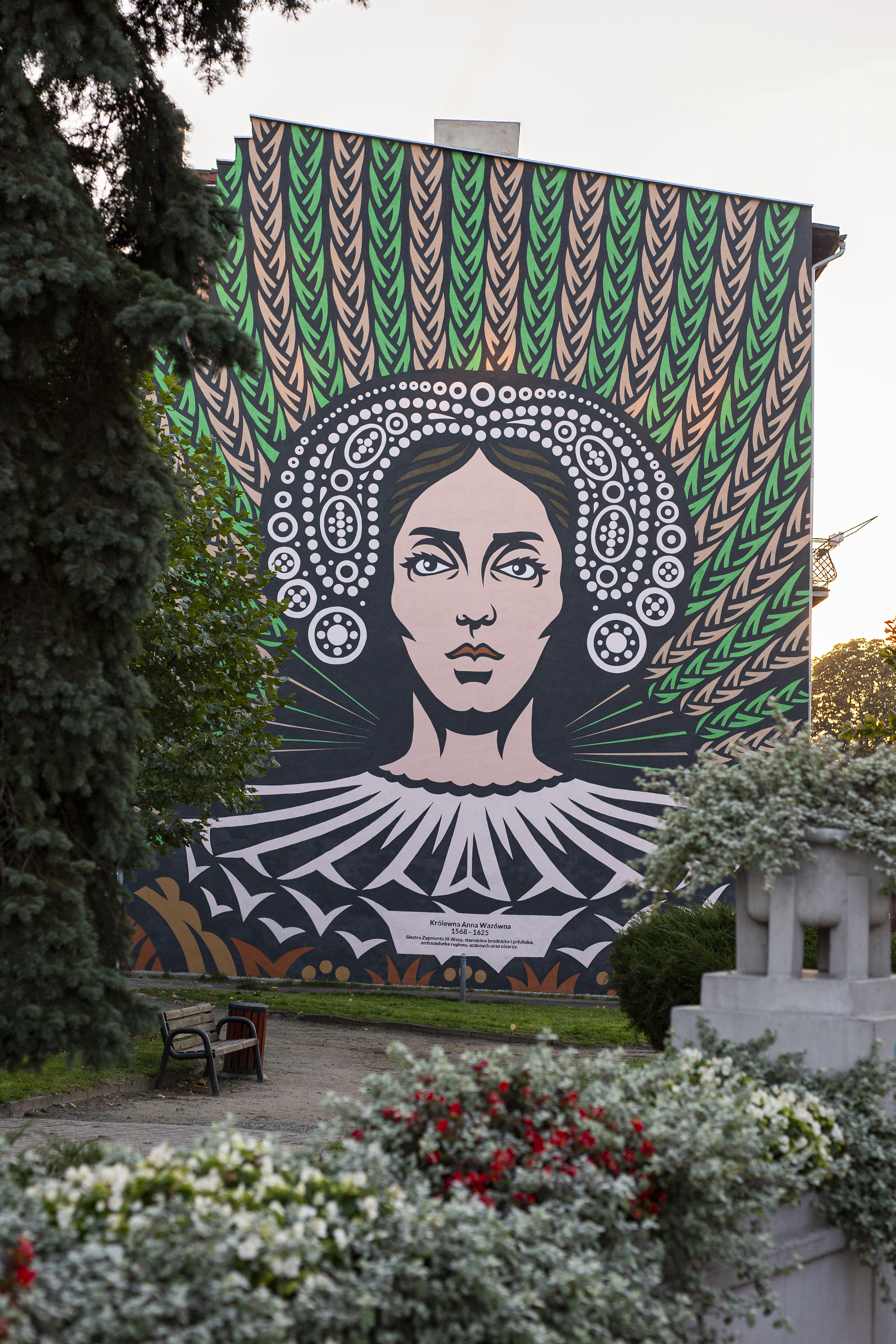
Anna Wazówna na muralu w Brodnicy

Imieniem Anny nazwano założoną w 1925 w Warszawie protestancką szkołę żeńską działającą do 1944. Uczennice szkoły nazywano „wazowiankami”. Szkoła działała przy parafii ewangelickiej i mieściła się przy ul. Kredytowej 2. Kamień upamiętniający szkołę stoi na placu obok kościoła ewangelicko-augsburskiego Świętej Trójcy w Warszawie. Został odsłonięty i poświęcony w 2007.
Od 1 września 1947 przy ul. Puławskiej w Warszawie, na terenie kościoła ewangelickiego, działało Prywatne Gimnazjum i Liceum Żeńskie im. Anny Wazówny. W 1948 zmieniono patrona szkoły – został nim Mikołaj Rej. Szkoła zakończyła działalność w 1949. Od 1978 przy staromiejskim oddziale Towarzystwa Przyjaciół Warszawy istniało Koło Wazowianek, które od 1990 afiliowane jest przy parafii Świętej Trójcy w Warszawie.
W 2002 imieniem Anny Wazówny nazwano Zespół Szkół nr 1 w Golubiu-Dobrzyniu. Od 2003 patronuje szkole podstawowej w Gorczenicy.
Imieniem Anny Wazówny nazwano Międzynarodowy Wyścig Kolarski Kobiet.
Anna Wazówna to jedyna osoba z dynastii polskich Wazów, której współcześnie wzniesiono pomnik. Powstał w 2005 w Brodnicy na zakończenie obchodów Roku Anny Wazówny z okazji jej 380. rocznicy śmierci.
W 2020 z inicjatywy władz województwa kujawsko-pomorskiego w Brodnicy powstał mural z podobizną królewny.
W 2021 uczennice Zespołu Szkół nr 1 im. Karola Wojtyły w Brodnicy zostały laureatkami V edycji Międzynarodowego Konkursu Wiedzy Historycznej Polska–Szwecja między rywalizacją a współpracą. Kinga Kłosowska przygotowała pracę pisemną (Szwedzi w Polsce – portret wybranej osoby lub grupy społecznej. Anna Wazówna), a Hanna Grochowalska plastyczną (obraz na płótnie Ars moriendi – królewna Anna Wazówna na łożu śmierci). Finalistka konkursu Wiktoria Marchewka przygotowała popiersie Anny Wazówny, a finalista Ksawery Komasara pracę pisemną o królewnie.
W 2022 w Brodnicy zorganizowano – dla uczniów Szkoły Podstawowej nr 7 w Brodnicy – grę miejską Tajemnice bransoletki Anny Wazówny.
Polskie Towarzystwo Turystyczno-Krajoznawcze dla uczczenia 450. rocznicy urodzin Anny Wazówny uchwaliło Odznakę Krajoznawczą „Śladami Królewny Anny Wazówny”.
W 2024 Urząd Marszałkowski Województwa Kujawsko-Pomorskiego wydał bezpłatny komiks Anna Wazówna. Mądra królewna z golubskiego zamku.
Rada Powiatu Brodnickiego ogłosiła rok 2025 Rokiem Anny Wazówny z okazji 400-lecia jej śmierci. W ramach obchodów młodzież licealna ze Szkolnego Koła Teatralnego „Z Górki” działającego w Zespole Szkół nr 1 im. Anny Wazówny w Golubiu-Dobrzyniu na podstawie scenariusza opartego na powieści Barbary Saczko-Bomby Luminatorka, traktującej o królewnie, zaprezentowała spektakl o Annie Wazównie.
W lutym 2025 Anna Wazówna była bohaterką oprowadzania kuratorskiego Marty Dardzińskiej pt. Anna Wazówna – staropolska erudytka po Muzeum „Pana Tadeusza” we Wrocławiu. W placówce zaprezentowano dwa wydania zielnika Szymona Syreniusza poświęconego królewnie, dwa starodruki jej dedykowane (wolumin ewangelicki De Jesu, Scripturæ nucleo & medulla, Magnalia Dei wydany w Lipsku w 1700 i traktat apologetyczny Jerzego Cerazyna), miniaturę z podobizną Zygmunta III Wazy, grafikę ukazującą królową Konstancję oraz grafikę z podobizną Syreniusza. Prezentacja jest częścią obchodów 400-lecia śmierci Anny Wazówny.

## Portrety literackie Anny Wazówny
- Bojarska T., Byłam królewną, Gdańsk–Bydgoszcz 1977.
- Przybylski R., Anna Wazówna. Królewna z białą chryzantemą, Brodnica 2005.
- Przybylski R., Ekumeniczny pochówek królewny w Toruniu w 1995 roku, Brodnica 2003.